# 林說
林說（約1954年—），女，台灣羽球運動員。
林說是台灣最早於本土以外，尤其是在歐洲，贏得公開賽事冠軍的羽球運動員之一。她於1975年和1976年在法國羽球公開賽獲得女子雙打冠軍（搭檔為游玉娥），並於1976年獲得混合雙打冠軍（搭檔為廖焜福）。1976年，她還在瑞士羽球公開賽與游玉娥一起贏得女子雙打冠軍。1981年，她與劉秀鶯一起打入中華台北羽球公開賽女子雙打四強。:141
林說曾代表中華民國參加1977-78年優霸盃。在美洲區資格賽裡球隊以2-5敗給美國隊而遭淘汰，林說拿到僅有的兩個勝點，包括一次單打及一次雙打（搭檔為游玉娥）。:152-154